# Brad Pearce
Brad Pearce (* 21. März 1966 in Provo, Utah) ist ein ehemaliger US-amerikanischer Tennisspieler.

## Leben
Pearce erreichte 1984 auf der ITF Junior Tour von Wimbledon das Halbfinale, im selben Jahr kam er ins Achtelfinale des Juniorenturniers der US Open. Er studierte an der University of California, wo er auch College Tennis spielte und mit der er 1986 ins Halbfinale der NCAA-Meisterschaft einzog.
Im selben Jahr wurde er Tennisprofi und konnte zwei Turniere auf der ATP Challenger Tour gewinnen. Zudem gewann er an der Seite von Ricardo Acuña das Doppelturnier von Houston. Im darauf folgenden Jahr gewann er mit Kelly Jones in Auckland. 1988 gewann er das Challengerturnier von Aptos.
Auf der ATP Tour erreichte er im Einzel nie ein Finale. Seine höchste Einzelnotierung in der Weltrangliste erreichte er 1990 mit Platz 71, nachdem er bis ins Viertelfinale von Wimbledon vorgedrungen war, in dem er gegen Ivan Lendl unterlag. Dies war auch sein bestes Einzelresultat bei einem Grand-Slam-Turnier.
Insgesamt konnte Pearce vier ATP-Doppelturniere gewinnen, seine höchste Notierung in der Doppelweltrangliste hatte er 1993 mit Position 24.
Nach dem Ende seiner Profikarriere nahm Pearce ein Studium an der Brigham Young University auf, das er 1999 mit dem Bachelortitel abschloss. Seit 2004 ist er Cheftrainer der Universität. Pearce ist verheiratet und hat sechs Kinder.

## Erfolge
| Legende                       |
| Grand Slam                    |
| Tennis Masters Cup            |
| ATP Masters Series            |
| ATP International Series Gold |
| ATP International Series (4)  |
| ATP Challenger Series (7)     |

| ATP-Titel nach Belag |
| Hartplatz (3)        |
| Sand (0)             |
| Rasen (0)            |
| Teppich (1)          |

### Einzel

#### Turniersiege
| Nr. | Datum           | Turnier   | Belag     | Finalgegner   | Ergebnis      |
| --- | --------------- | --------- | --------- | ------------- | ------------- |
| 1.  | 27. Juli 1986   | Berkeley  | Hartplatz | Mike Bauer    | 6:1, 6:1      |
| 2.  | 17. August 1986 | New Haven | Hartplatz | Ben Testerman | 1:6, 7:6, 6:0 |
| 3.  | 31. Juli 1988   | Aptos     | Hartplatz | Tim Pawsat    | 6:3, 6:2      |

### Doppel

#### Turniersiege

##### ATP Tour
| Nr. | Datum             | Turnier     | Belag       | Partner          | Finalgegner                   | Ergebnis      |
| --- | ----------------- | ----------- | ----------- | ---------------- | ----------------------------- | ------------- |
| 1.  | 23. November 1986 | Houston     | Teppich (i) | Ricardo Acuña    | Chip Hooper Mike Leach        | 6:4, 7:5      |
| 2.  | 12. Januar 1987   | Auckland    | Hartplatz   | Kelly Jones      | Carl Limberger Mark Woodforde | 7:6, 7:6      |
| 3.  | 27. August 1990   | Schenectady | Hartplatz   | Richard Fromberg | Brian Garrow Sven Salumaa     | 6:2, 3:6, 7:6 |
| 4.  | 11. Oktober 1992  | Toulouse    | Hartplatz   | Byron Talbot     | Guy Forget Henri Leconte      | 6:1, 3:6, 6:3 |

##### Challenger Tour
| Nr. | Datum            | Turnier       | Belag     | Partner     | Finalgegner                    | Ergebnis      |
| --- | ---------------- | ------------- | --------- | ----------- | ------------------------------ | ------------- |
| 1.  | 17. August 1986  | New Haven     | Hartplatz | Marc Flur   | Rick Leach Tim Pawsat          | 6:2, 6:4      |
| 2.  | 30. Oktober 1988 | Singapur      | Hartplatz | Tim Pawsat  | Zeeshan Ali Mark Ferreira      | 3:6, 6:4, 6:3 |
| 3.  | 6. November 1988 | Nugra Santana | Hartplatz | Tim Pawsat  | Steve DeVries John Sobel       | 6:3, 6:3      |
| 4.  | 2. April 1989    | Guadeloupe    | Hartplatz | Gilad Bloom | Patrick Baur Christian Saceanu | 6:4, 6:2      |

#### Finalteilnahmen
| Nr. | Datum             | Turnier         | Belag         | Partner         | Finalgegner                | Ergebnis      |
| --- | ----------------- | --------------- | ------------- | --------------- | -------------------------- | ------------- |
| 1.  | 26. Juli 1987     | Schenectady (1) | Hartplatz     | Jim Pugh        | Gary Donnelly Gary Muller  | 6:7, 2:6      |
| 2.  | 22. November 1987 | Johannesburg    | Hartplatz (i) | Eric Korita     | Kevin Curren David Pate    | 4:6, 4:6      |
| 3.  | 23. Juli 1989     | Schenectady (2) | Hartplatz     | Byron Talbot    | Scott Davis Broderick Dyke | 6:2, 4:6, 4:6 |
| 4.  | 15. April 1990    | Tokio           | Hartplatz     | Kent Kinnear    | Mark Kratzmann Wally Masur | 6:3, 3:6, 4:6 |
| 5.  | 4. August 1991    | Los Angeles     | Hartplatz     | Glenn Michibata | Javier Frana Jim Pugh      | 5:7, 6:2, 4:6 |
| 6.  | 26. April 1992    | Seoul           | Hartplatz     | Kelly Evernden  | Kevin Curren Gary Muller   | 6:7, 4:6      |
| 7.  | 21. Februar 1993  | Philadelphia    | Hartplatz (i) | Marcos Ondruska | Jim Grabb Richey Reneberg  | 7:6, 3:6, 0:6 |
| 8.  | 3. Oktober 1993   | Basel           | Hartplatz (i) | Dave Randall    | Byron Black Jonathan Stark | 6:3, 5:7, 3:6 |